# 儒勒·凡尔纳广场

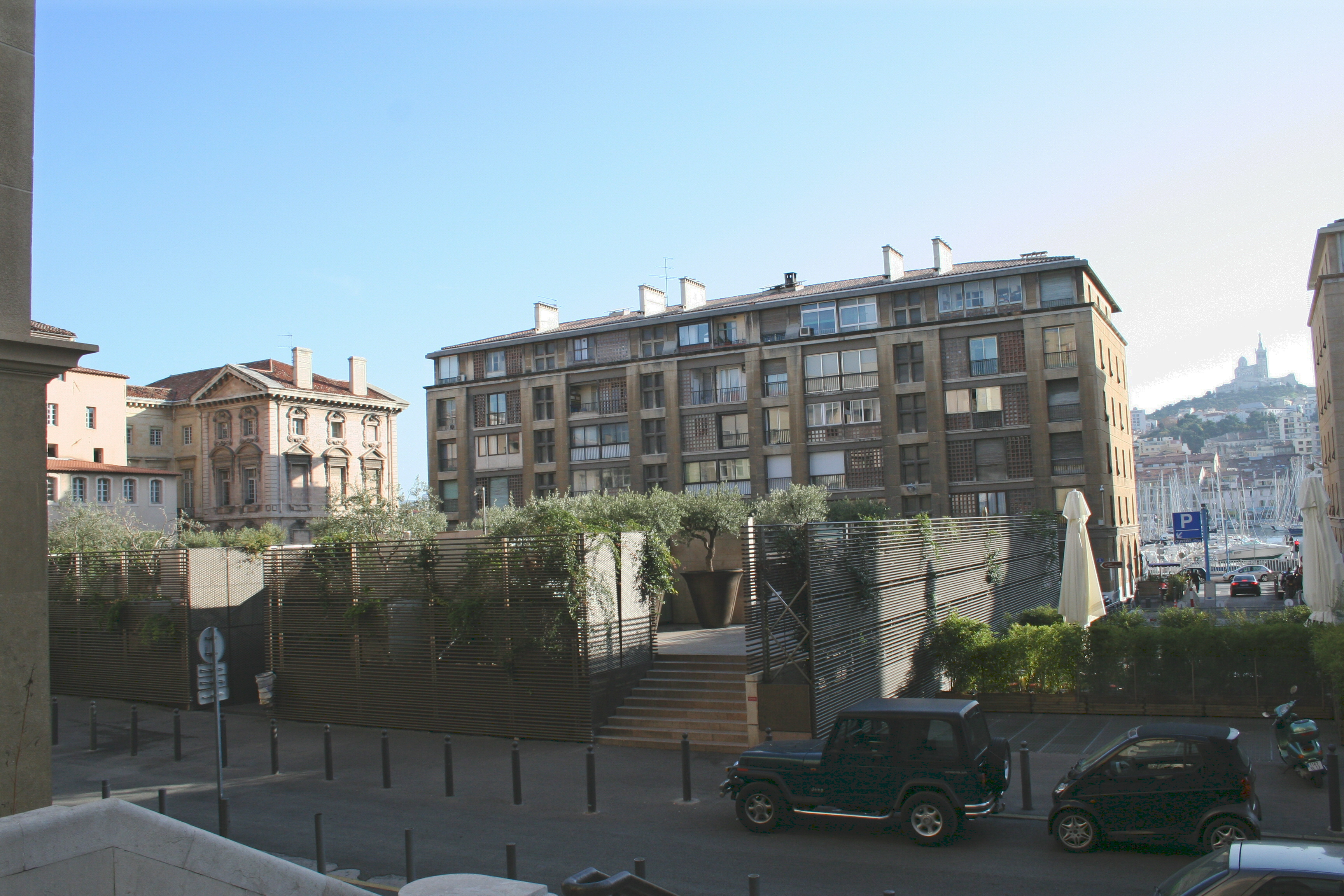

儒勒·凡尔纳广场（法语：Place Jules-Verne）法国普罗旺斯-阿尔卑斯-蓝色海岸大区罗讷河口省马赛的一个广场，位于第二区的市政厅分区，马赛市政厅 旁边。广场得名于儒勒·凡尔纳，于1956年12月10日命名。